# Айрытам
Айрытам (узб. Ayritom / Айритом) — посёлок городского типа, расположенный на территории Чиракчинского района Кашкадарьинской области Республики Узбекистан.
Статус посёлка городского типа с 2009 года.